# Змиелюспест аскоторакс
Змиелюспестите аскоторакси (Ascothorax ophioctenis) са вид ракообразни от семейство Ascothoracidae.